# Prix Vivier de Montfort
Prix Vivier de Montfort är ett montélopp för fem-tioåriga hingstar, valacker och ston som äger rum i februari på Hippodrome de Vincennes i Paris i Frankrike. Det är ett Grupp 3-lopp, man måste minst ha sprungit in 54 000 euro för att få starta.
Loppet rids över 2700 meter på stora banan på Vincennes, med voltstart. Den samlade prissumman är 90 000 euro, och 40 500 euro i första pris.

## Vinnare
| År   | Häst               | Efter              | Kusk                  | Tränare                  | Tid    |
| ---- | ------------------ | ------------------ | --------------------- | ------------------------ | ------ |
| 2025 | Heuristique        | Very Nice Marceaux | Paul-Philippe Ploquin | Jean-Philippe Raffegeau  | 1'12"2 |
| 2024 | Gala d'Urfist      | Lin Charme Fou     | Adrien Lamy           | Franck Leblanc           | 1'12"4 |
| 2023 | Fakir de l'Ecluse  | Chef du Chatelet   | Alexandre Abrivard    | Laurent-Claude Abrivard  | 1'12"2 |
| 2022 | Dimo d'Occagnes    | Timoko             | Paul-Philippe Ploquin | Antonio Ripoll Rigo      | 1'12"1 |
| 2021 | Diamant de Tréabat | Kuadro Wild        | Clément Frecelle      | Pascal Monthule          | 1'12"8 |
| 2020 | Bleu Ciel          | Milord Drill       | Adrien Lamy           | Jean Morice              | 1'14"0 |
| 2019 | Carly              | Rolling d'Héripré  | Emeline Desmigneux    | Thierry Duvaldestin      | 1'12"6 |
| 2018 | Arius du Douet     | Oyonnax            | Romain Marty          | Franck Nivard            | 1'13"2 |
| 2017 | Arlington Dream    | Ready Cash         | Yoann Lebourgeois     | Philippe Allaire         | 1'12"8 |
| 2016 | Ugo on Wood        | Nuage Noir         | Léo Abrivard          | Bénjamin Goetz           | 1'13"2 |
| 2015 | Tonnerre de Retz   | First de Retz      | Clara Dodard Triguel  | Jean Francois Senet      | 1'13"9 |
| 2014 | Texas de l'Iton    | Cygnus d'Odyssée   | Yoann Lebourgeois     | Hughes Levesque          | 1'13"8 |
| 2013 | Quango             | Joyau d'Amour      | Julien Raffestin      | Yannick Alain Briand     | 1'14"3 |
| 2012 | Potin Meslois      | Full Account       | Yoann Lebourgeois     | Pierre Belloche          | 1'13"3 |
| 2011 | Roi du Lupin       | Fleuron Perrine    | Anthony Barrier       | Jean-Paul Marmion        | 1'13"7 |
| 2010 | Ola de Padd        | Extrem Dream       | Nathalie Henry        | Philippe David           | 1'13"9 |
| 2009 | Or de Jade         | Sancho Panca       | David Thomain         | Joël Hallais             | 1'13"3 |
| 2008 | Ouatine d'Ostal    | Fleuron Perrine    | Maxime Bezier         | Maxime Bezier            | 1'14"1 |
| 2007 | Mister President   | Cygnus d'Odyssée   | Matthieu Abrivard     | Nicolas Roussel          | 1'12"4 |
| 2006 | Mage du Martellier | Chef du Chatelet   | Franck Nivard         | Régis Perroteau          | 1'12"6 |
| 2005 | L'Aunou du Fier    | Buvetier d'Aunou   | Nathalie Henry        | Fabrice Souloy           | 1'14"3 |
| 2004 | Klara des Sarts    | Dream With Me      | Philippe Masschaele   | Fernand Floribert Dubois | 1'14"3 |
| 2003 | Jerry              | Big Prestige       | Jean-Michel Bazire    | Jean-Michel Bazire       | 1'14"1 |